# کندیس دیلارد باست
کندیس دیلارد باست (به انگلیسی: Candiace Dillard Bassett) (زاده ۱۴ دسامبر ۱۹۸۶) یک شخصیت تلویزیونی، خواننده و بازیگر آمریکایی است. او به خاطر برنده شدن در دوشیزه ایالات متحده در سال ۲۰۱۳ و بازی در فیلم زنان خانه‌دار واقعی پوتوماک از سال ۲۰۱۸ تا ۲۰۲۴ شناخته شده است. او در سال ۲۰۲۱ اولین آلبوم خود را به نام Deep Space را منتشر کرد.
باست در ۱۴ دسامبر ۱۹۸۶ در بیلوکسی، می‌سی‌سی‌پی به دنیا آمد. او در آتلانتا، جورجیا با والدینش که هر دو پزشک نیروی هوایی بودند، بزرگ شد. باست دو خواهر و برادر به نام‌های کریس و کریستال دارد. در سال ۲۰۰۹، او از دانشگاه هوارد در واشینگتن دی سی، با مدرک لیسانس هنر در ارتباطات و روزنامه‌نگاری فارغ‌التحصیل شد. او در دوران ریاست جمهوری باراک اوباما در دفاتر مشارکت عمومی و امور بین دولتی کاخ سفید و به عنوان کارمند برای کمپین انتخاب مجدد پرزیدنت اوباما در سال ۲۰۱۲ خدمت کرد.

## آهنگ‌شناسی
- فضای عمیق (۲۰۲۱)

## فیلم‌شناسی

### سینما
| سال  | عنوان                | نقش    | یادداشت |
| ---- | -------------------- | ------ | ------- |
| ۲۰۱۸ | آب در یک لیوان شکسته | نیکی   |         |
| ۲۰۲۱ | ما به عمق می‌رویم     | دنیز   |         |
| ۲۰۲۳ | برخوردهای بی رحمانه  | سرنوشت |         |

### تلویزیون
| سال        | عنوان                                   | نقش          | یادداشت                                           |
| ---------- | --------------------------------------- | ------------ | ------------------------------------------------- |
| ۲۰۱۳       | نقطه محوری                              | ویکتوریا     | ۶ قسمت                                            |
| ۲۰۱۸       | راک دختران منحنی                        | ترینیتی دنیس |                                                   |
| ۲۰۱۸–۲۰۲۴  | زنان خانه‌دار واقعی پوتوماک              | خودش         | سریال معمولی                                      |
| ۲۰۲۰       | نمایش وندی ویلیامز                      | خودش         | مهمان؛ فصل ۱۳: قسمت ۶                             |
| ۲۰۲۰       | لاتاری کریسمس                           | تامی         | فیلم تلویزیونی                                    |
| ۲۰۲۱       | اتحاد خانواده                           | سونیتا شانل  | قسمت: "یادت میاد وقتی کاکائو یک زن خانه دار بود؟" |
| ۲۰۲۱       | او را شرط‌بندی کنید: اتاق انتظار         | ریتا         | قسمت: "دو نفر طول می‌کشد"                          |
| ۲۰۲۱       | واقعی                                   | خودش         | مهمان؛ فصل ۸: قسمت ۲۸                             |
| ۲۰۲۲       | باباها هم انجامش میدن                   | جانت واکر    |                                                   |
| ۲۰۲۲–اکنون | ساکت                                    | سیلینا       | سریال معمولی                                      |
| ۲۰۲۳       | The Real Housewives Ultimate Girls Trip | خودش         | ۷ قسمت؛ فصل ۳                                     |
| ۲۰۲۳       | زنان خانه‌دار واقعی آتلانتا              | خودش         | قسمت: "ستاره ای دوباره متولد می‌شود"               |
| ۲۰۲۳       | عشق و هیپ هاپ: آتلانتا                  | خودش         | قسمت: "Tropic Thunderdome"                        |
| ۲۰۲۳       | شری                                     | خودش         | مهمان؛ فصل ۲: قسمت ۴۷                             |